# Alfredo Cerda
Alfredo Cerda Jaraquemada (Santiago, 14 de diciembre de 1900 - Ibidem, 27 de octubre de 1984), fue un ingeniero agrónomo y político chileno.

## Primeros años de vida
Fue hijo de Alfredo Cerda Cerda y Rebeca Jaraquemada Silva. Estudió en el Colegio de los Sagrados Corazones de Santiago, cursó luego Ingeniería en la Pontificia Universidad Católica de Chile, donde se tituló de ingeniero agrónomo (1920).
Se dedicó a la explotación agrícola del fundo San Lorenzo en Petorca. Fue propietario del fundo Orrego Arriba, en Casablanca. Vicepresidente del Banco del Pacífico.

### Matrimonio e hijos
Contrajo matrimonio con Anita García Velasco en 1925, con quien fue padre del también parlamentario Eduardo Antonio Cerda García.

## Vida política
Militante del Partido Conservador y del Partido Conservador Unido. Alcalde de la comuna de Cabildo (1932). Fue regidor de la Municipalidad de Cabildo (1934-1937).
Diputado por la 5ª agrupación departamental de San Felipe, Petorca y Los Andes (1937-1941). Fue miembro de la comisión permanente de Constitución, Legislación y Justicia.
Reelecto Diputado, por la misma agrupación (1941-1945), integrando en esta oportunidad la comisión permanente de Agricultura y Colonización.
Senador por la 3ª agrupación provincial, correspondiente a Aconcagua y Valparaíso (1945-1953). En el Senado fue miembro de la comisión permanente de Gobierno y la de Obras Públicas.
Reelecto Senador, por la misma agrupación (1953-1961), formó parte de la comisión permanente de Gobierno y la de Agricultura y Colonización. Fue además Vicepresidente del Senado (1959-1961).
Fue Socio del Club de La Unión y del Club Hípico.